# Maranguape
Maranguape è un comune del Brasile nello Stato del Ceará, parte della mesoregione Metropolitana de Fortaleza e della microregione di Fortaleza.
Dista circa 30 chilometri dalla capitale Fortaleza e ha dato i natali allo scrittore João Capistrano de Abreu e all'attore Chico Anysio.

## Etimologia
Il nome Maranguape viene dal Tupi-Guarani Maragoab e significa Valle della Battaglia. Il nome allude al leggendario capo-tribù indio della zona. Il nome ufficiale della città era Alto da Vila, poi Outra Banda e, dal 1760, Maranguape.

## Economia
Maranguape fa parte del Distrito Industrial de Fortaleza e possiede delle industrie di distillati alcolici. L'economia della città è basata sull'agricoltura e l'allevamento.

### Turismo
Il turismo, in questa zona, ha attrattive naturali grandissime, come le vastissime Serras, come la São Zacarias, la Pedra do Urso ou Derretido, o la Pedra da Rajada.